# Grad Quevenne
Das Grad Quevenne (Einheitenzeichen: °Q), benannt nach dem französischen Chemiker Théodore-Auguste Quevenne, war eine gebräuchliche Einheit zur Bestimmung der relativen Dichte von Milch.
1 °Q = 1,001